# 胸壁筋
胸壁筋（きょうへききん、英語: muscles of the thorax）は、胸部の筋肉のうち、胸壁内側面および肋間隙にある筋肉の総称。胸壁筋は深胸筋とも呼ばれ、上肢とは関係なく横隔膜とともに呼吸運動をつかさどる筋群である。
胸壁筋に属する筋は、外肋間筋、内肋間筋、肋下筋、長肋骨挙筋、短肋骨挙筋、胸横筋である。